# Punta de Lliterola
La Punta de Lliterola o punta Lliterola és una muntanya de 3.132 m d'altitud, amb una prominència de 83 m, que es troba a la capçalera de la Vall de Lliterola, al massís de Perdiguero, entre la província d'Osca (Aragó) i el departament de l'Alta Garona (França).